# Gniew Wąskotorowy
Gniew Wąskotorowy – czynna w latach 1901-1920 wąskotorowa stacja kolejowa w Gniewie, w województwie pomorskim, w Polsce.